# 利津路站
利津路站，位于中华人民共和国山东省青岛市市北区辽宁路与宁海路交叉口地下，是青岛地铁2号线的地铁车站，2019年12月16日上午11时启用。

## 沿革
- 2017年底，青岛地铁2号线一期东段全线通车，该站所属西段线路暂不投入使用。
- 2019年12月16日，本站投入使用。

## 车站结构
| 地面 |                    | A-C出入口                        |  |  |
| B1层 | 站厅               | 客服中心、自动售票机、进出站闸机 |  |  |
| B2层 |                    | 2号线 往四川路（轮渡）（泰山路） |  |  |
|      | 岛式站台，左侧开门 |                                  |  |  |
|      |                    | 2号线 往李村公园（台东）         |  |  |

### 出入口
- ：辽宁路（南）
- ：辽宁路（南）、宁海路、昌乐路、中粮·大悦城
  - 图例： 设有

## 车站周边
- 青岛市文化市场
- 青岛啤酒博物馆

## 换乘
利津路站除自身轨道交通性质外，还可实现与市内公交车和出租车的近距离换乘：
- 分布于周边的公交车站，包括以下路线的停靠站点：2、8、218、221、222、301、320、326、365、371路等。